# 薩霍里
薩斯霍里（Saskhori）是喬治亞姆茨赫塔市鎮Nichbisistskali峽谷的一個小居民點。 該地區是Ertso-Tianeti傳統地區的一部分。

## 外部連結
- Saskhori （页面存档备份，存于）